# Liedfett
Liedfett ist eine deutsche Akustik-Pop-Band, die 2007 in Hamburg gegründet wurde. Sie besteht aus den Musikern Daniel Michel und Lucas Uecker. Liedfett verwendete ursprünglich ausschließlich akustische Instrumente. Seit 2019 setzt die Band jedoch auch eine E-Gitarre bei ihren Auftritten und Aufnahmen ein. Die Band hat mittlerweile fünf Alben veröffentlicht und ist auch über Hamburg hinaus bekannt.

## Geschichte
Liedfett wurde 2007 von Lucas Uecker und Daniel Michel in Hamburg gegründet. Uecker und Pöhner besuchten im selben Jahrgang das Gymnasium Grootmoor. Eigenen Aussagen zufolge lernten sie Michel Ende 2007 bei einem Konzert im Hamburger Logo kennen und schrieben am Abend auf der Toilette ihren ersten Song mit dem Titel Sabine. Uecker und Michel begannen, erste Stücke aufzunehmen und Konzerte zu spielen; 2009 stieß Philipp Pöhner als drittes festes Mitglied hinzu. Die erste Veröffentlichung der Band war ihre EP ADS-Kinder. 
Ebenfalls 2007 begann Liedfett, regelmäßig auf verschiedenen Festivals zu spielen, so beispielsweise dem Deichbrand, dem Donauinselfest und dem Area 4. 2011 gelang der Band mit dem Gewinn des Wettbewerbs Hamburg rockt der Durchbruch. Kurz danach veröffentlichte Liedfett das erste Album mit dem Titel Kochbuch. Für die darauf enthaltenen Songs Blinde Kuh, Vitamin C und Liedermaching Untergrund wurden Musikvideos gedreht. 2013 wurde das zweite Album der Band, KlarKomm, veröffentlicht. Von diesem Album wurden für die Stücke Kater, Kommst du mit? und Verkackt bevor es losgeht weitere Musikvideos aufgenommen.
Im Jahre 2016 erschien mit Laufenlassen das dritte Album, das als erstes der Band die deutschen Albumcharts erreichen konnte. In dem Musikvideo des Liedes Schlaflied spielt der Schauspieler Bjarne Mädel die Hauptrolle, wobei der Kontakt über die gemeinsame Schauspieleragentur von ihm und Michel, dem Sänger der Band, hergestellt werden konnte. Bereits im darauffolgenden Jahr veröffentlichte Liedfett mit Phoenix aus der Flasche das vierte Album. Dieses erreichte sogar für eine Woche Platz 24 der deutschen Albumcharts, was gleichzeitig die höchste Chartplatzierung der Band darstellt. Seit den Aufnahmen zu diesem Album ist zudem Victor Flowers fester Bestandteil der Band, der zuvor nur als Produzent für Liedfett tätig gewesen war.
Im August 2020 erschien das fünfte Album der Band, Durchbruch, für das Liedfett erstmals auch Lieder mit einer E-Gitarre einspielte, nachdem sie dieses Instrument bereits im Vorjahr auf der Tour „Goldene Zeiten“ eingesetzt hatten.
Der Gitarrist der Band, Lucas Uecker, veröffentlichte zudem im eigenen Namen in den Jahren 2019 und 2021 die Solo-Alben Unterm Teppich und Schöne Dinge, deren Musikvideos ebenfalls über den YouTube-Kanal von Liedfett publiziert werden. Unter den Liedern befindet sich unter anderem ein Duett mit Annett Louisan mit dem Titel „Der Fuchs“. Zudem veröffentlicht Michel seit Januar 2022 unter dem Namen „trustin0ne“ ebenfalls eigenständig Lieder, für die er jedoch wiederholt mit Liedfett, also den übrigen Bandmitgliedern, zusammenarbeitet.
Im Februar 2025 gab Pöhner auf Instagram seinen Ausstieg aus der Band bekannt.

## Musikstil
Die Band selbst bezeichnet sich als „Liedermaching Untergrund“, was sie auch in ihrem gleichnamigen Song besingt. Michel ist hauptsächlich für den Gesang zuständig, Uecker spielt Gitarre, Pöhner Cajón und Schlagzeug. Michel nutzt für einige Stücke zusätzlich ein Kazoo. In einigen Stücken werden auch weitere akustische Instrumente eingesetzt, im Stück Ein Lied auf den Lippen, das ihrer Heimatstadt Hamburg gewidmet ist, wird beispielsweise ein Akkordeon genutzt.
Ihr Stil ist dem Singer-Songwriter-Genre zuzuordnen; der Gesang wird hauptsächlich von einer Akustikgitarre begleitet. Die Mitglieder waren vor der Zeit als Liedfett alle im Genre des Punkrock unterwegs, was den Stil von Liedfett musikalisch und textlich beeinflusst. Bei Liedfett sind jedoch auch Elemente anderer Genres, insbesondere dem Hip-Hop, vertreten. Auch Rap (beispielsweise in Verkackt bevor es losgeht) oder Folk (Kommst Du mit?) finden sich in einzelnen Stücken, weshalb eine klare Zuordnung zu einem Genre schwierig ist.
Die Themen ihrer Songs sind vielfältig und behandeln Alkoholkonsum, Liebeskummer oder Gesellschaftskritik. 
Die Band bekennt sich offen zum Fußballverein FC St. Pauli; bei Auftritten tragen die Musiker häufig T-Shirts des Vereins. Sie positionieren sich offen gegen Rechtsextremismus.

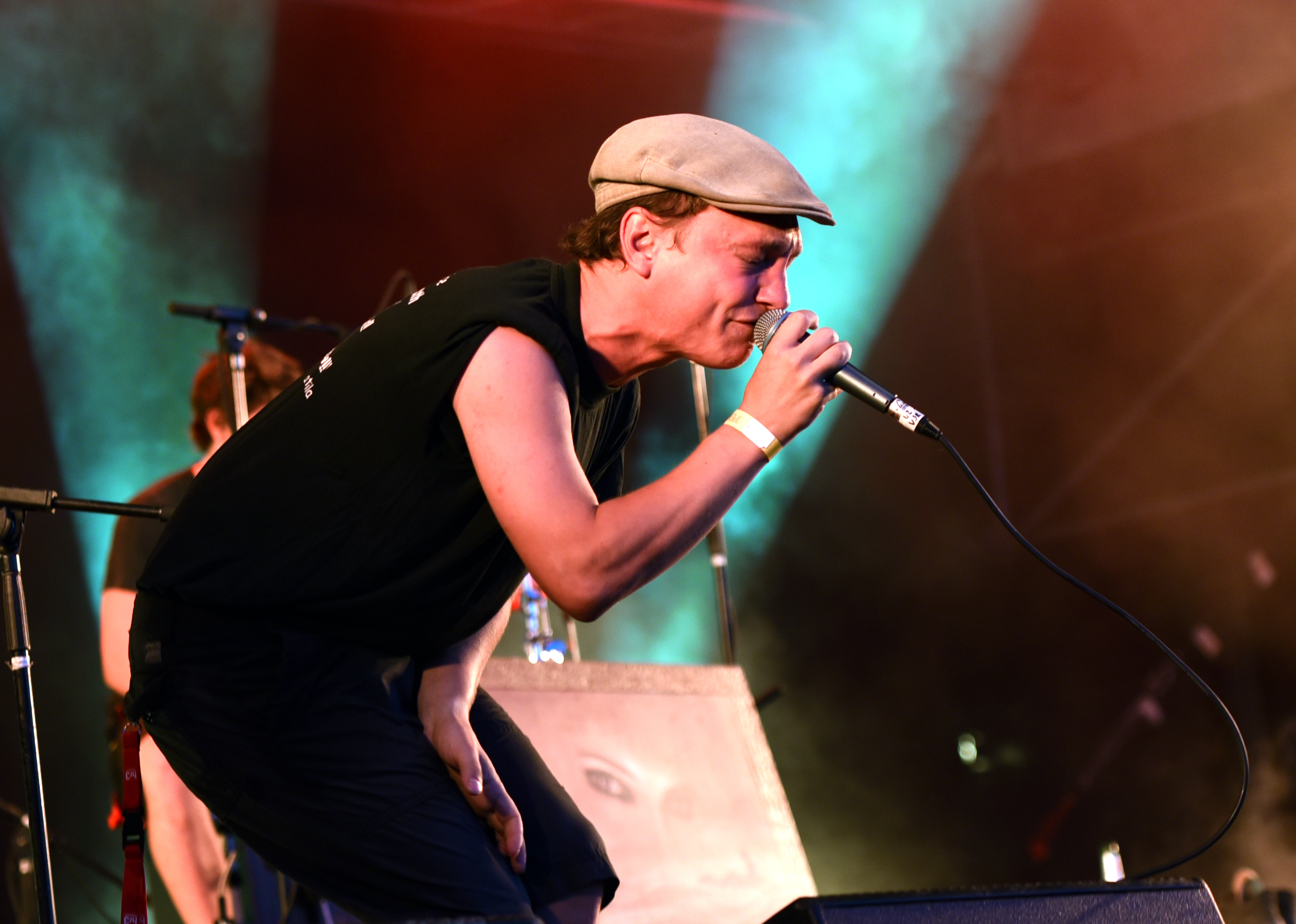
Daniel Michel
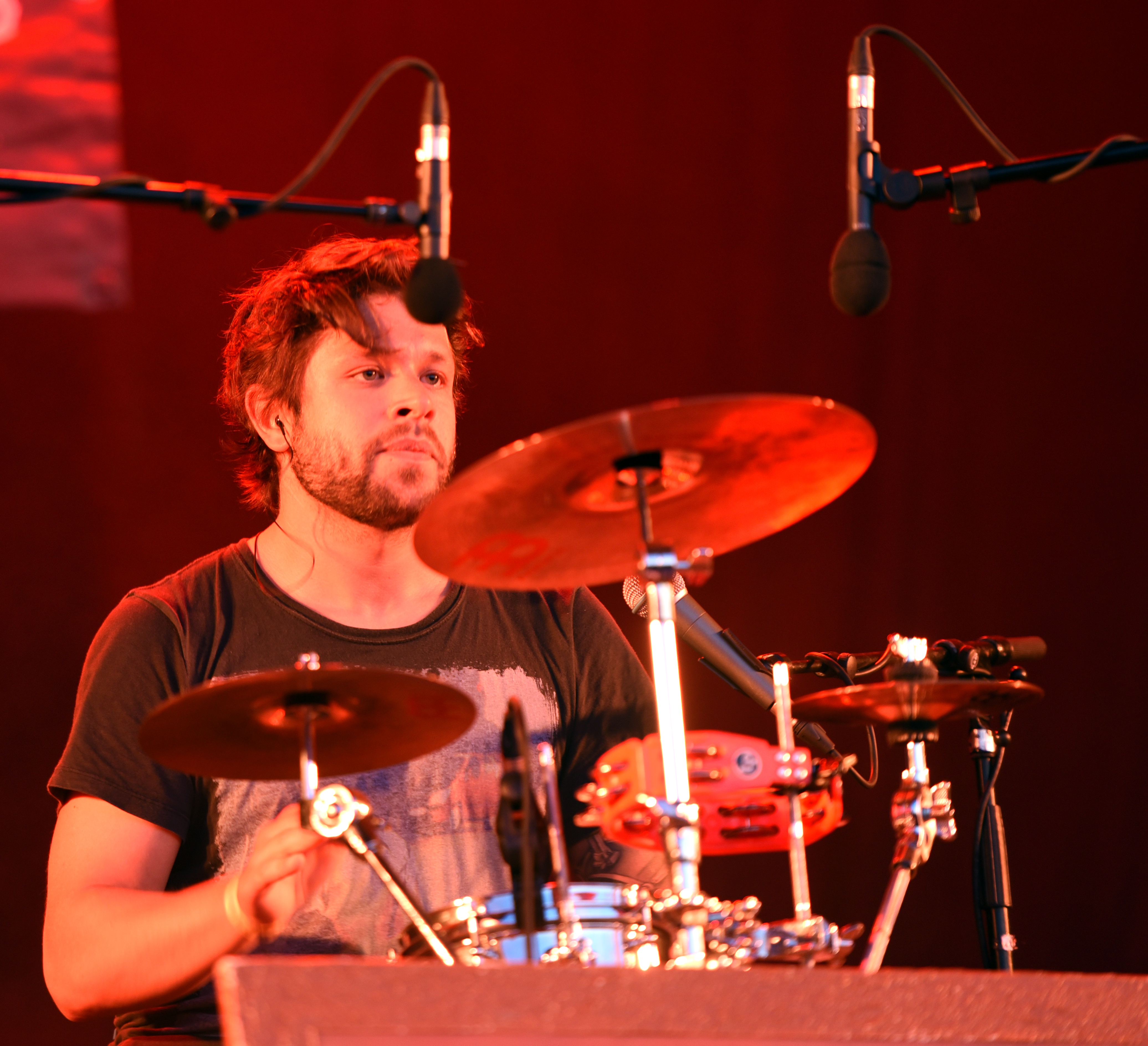
Philipp Pöhner
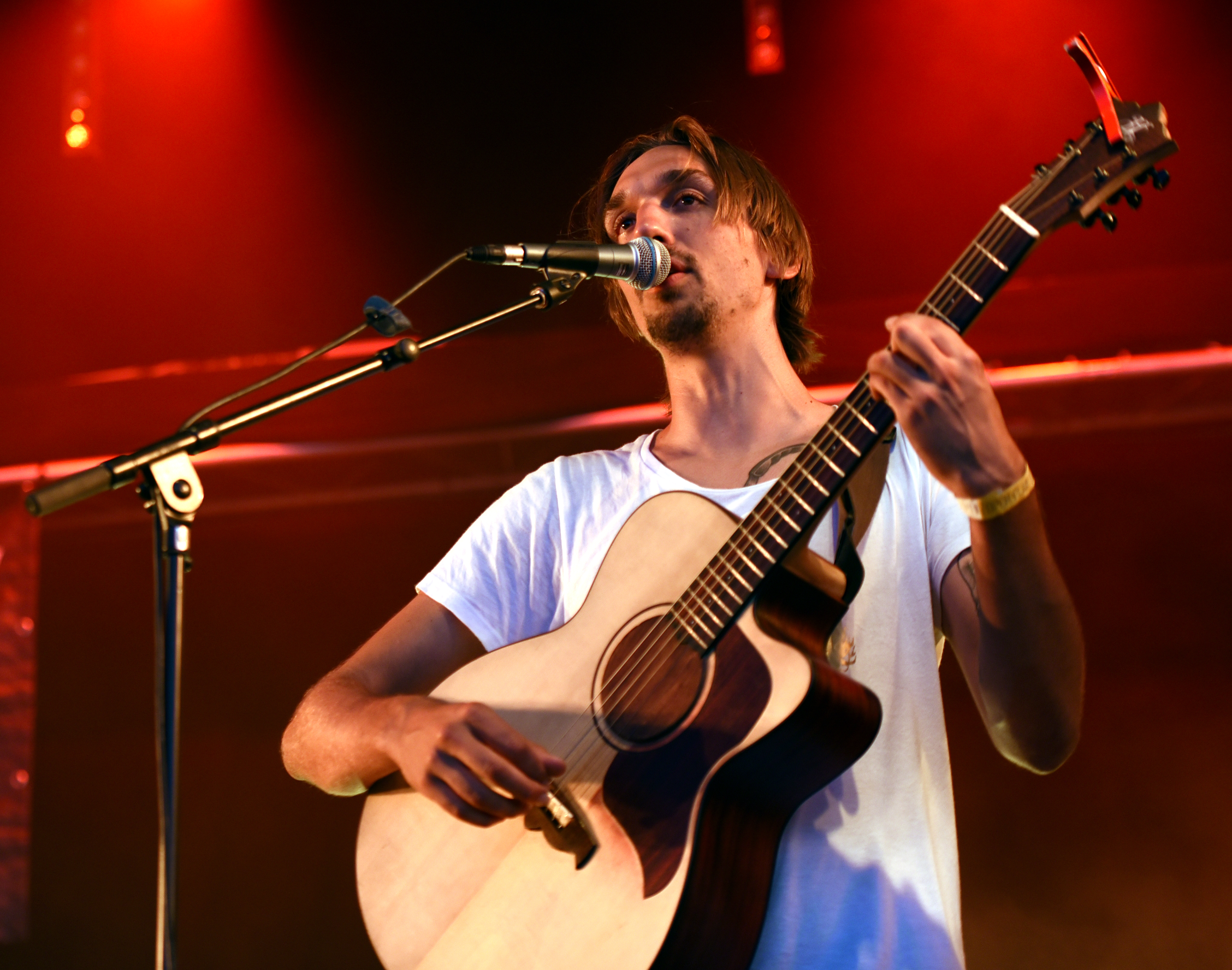
Lucas Uecker

## Diskografie
Studioalben
- 2011: Kochbuch
- 2013: Klarkomm
- 2016: Laufenlassen
- 2017: Phoenix aus der Flasche
- 2020: Durchbruch
- 2023: Hi!

Livealben
- 2018: Meine Damen und Herren

Singles
- 2012: Kommst du mit?
- 2012: Du bist Deutschland
- 2013: Verkackt bevor es losgeht
- 2016: Schlaflied (Victor Flowers RMX)
- 2017: Schlaflied (Len Kurios Remix)
- 2017: Kopf frei (Studio Sessions)
- 2017: Blätter (Studio Sessions)
- 2017: Regen (Studio Sessions)
- 2019: 3G
- 2020: Du weißt ja
- 2020: Urteil
- 2020: Zeit
- 2020: Alle wissen Bescheid (Edit)
- 2022: Plastik (#keinschlaflieder)